# Meccanica applicata

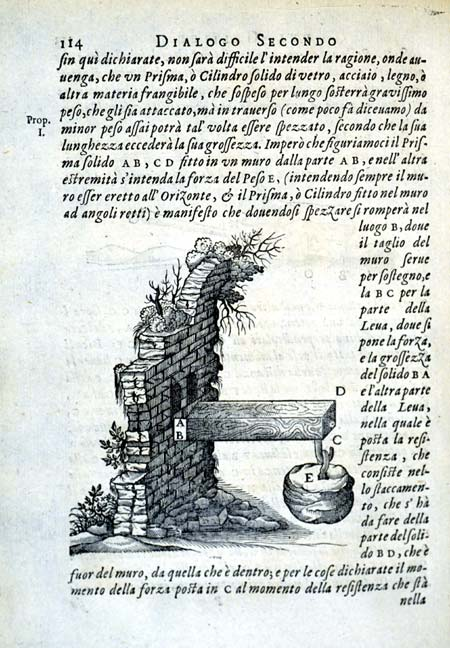
L'illustrazione di un carico sospeso nei Discorsi di Galileo Galilei

La meccanica applicata è una branca dell'ingegneria che ha lo scopo di studiare il comportamento dei dispositivi meccanici di interesse applicativo utilizzando la metodologia ed i risultati della meccanica teorica.
Si occupa principalmente dello studio dei sistemi meccanici di interesse applicativo costituiti da corpi a comportamento rigido dei quali si studia la cinematica e successivamente, una volta note o ipotizzate le forze agenti, la dinamica. Ne fanno parte anche la fluidodinamica applicata e la scienza delle costruzioni, ma il campo di studio di tali discipline è talmente vasto che sono ormai divenute branche indipendenti dell'ingegneria.

## Descrizione

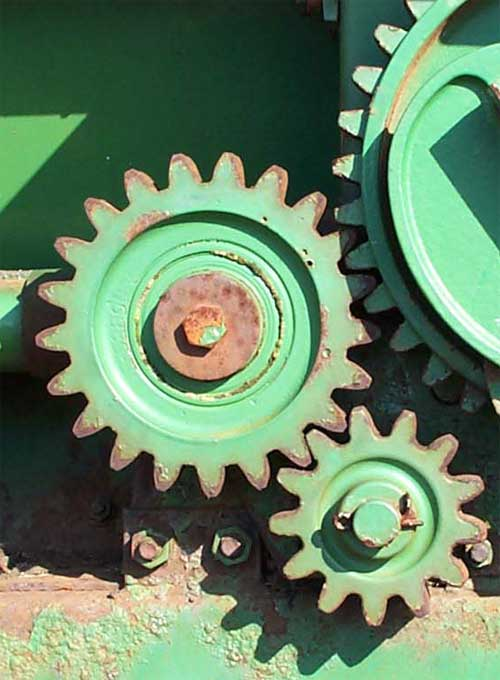
Esempio di ruota dentata

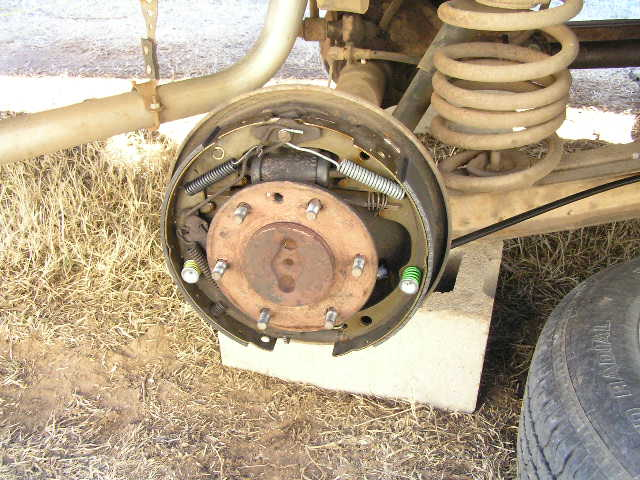
Esempio di freno a tamburo

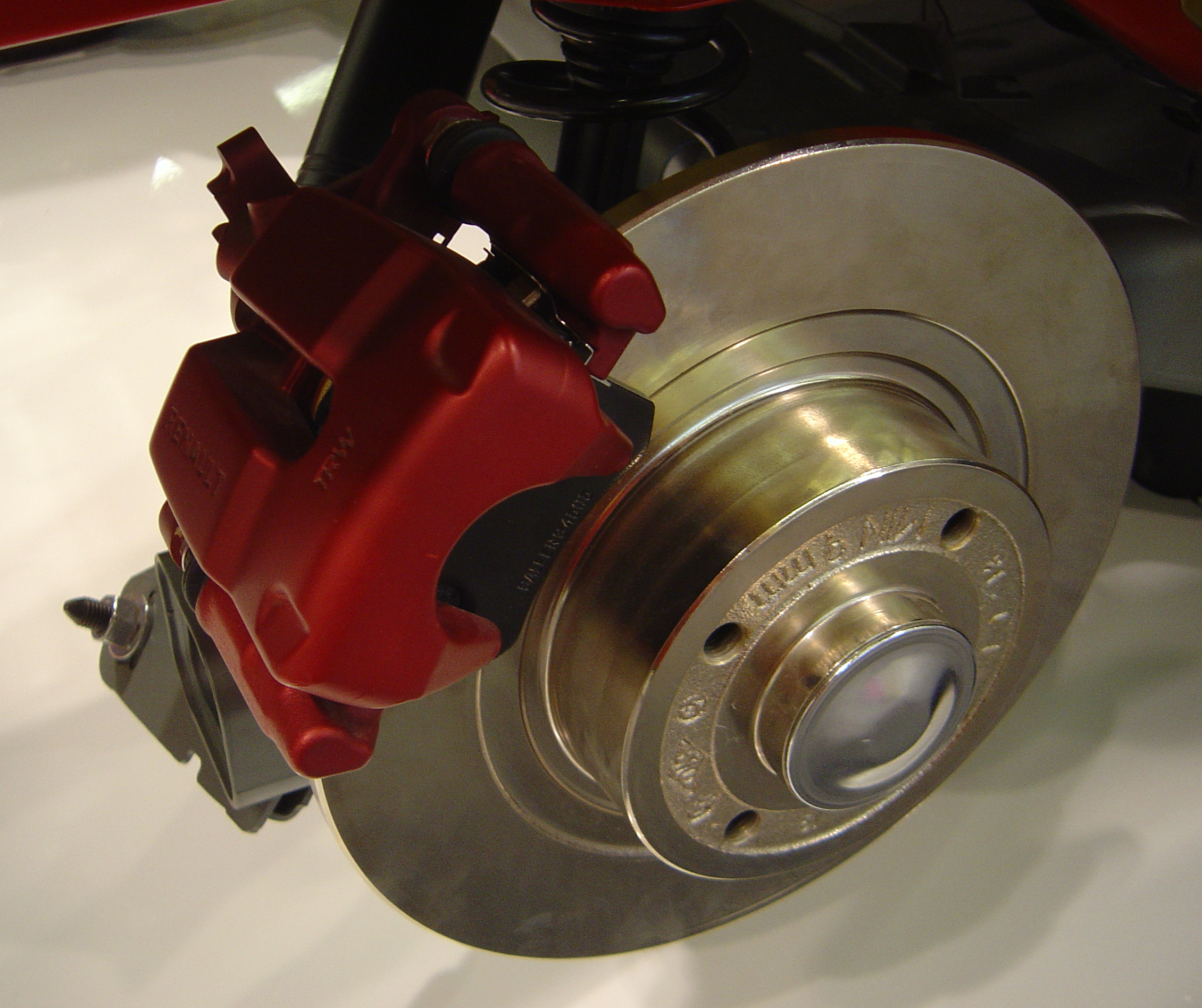
Esempio di freno a disco

In particolare i concetti della cinematica vengono utilizzati nell'ambito della progettazione funzionale che è lo studio della forma da dare ai membri di un meccanismo affinché realizzino una certa traiettoria dettata dalle esigenze di funzionamento, affinché permettano il tracciamento di curve e funzioni.
Le nozioni di statica permettono di determinare a partire da una o più forze e momenti resistenti le forze ed i momenti motori (generalmente incogniti) tali per cui sul sistema non insorgano forze o momenti d'inerzia e che quindi si trovi in equilibrio, tali metodi sono analitici o grafici.
La cinetostatica permette poi, a partire dalla conoscenza del modulo direzione e verso delle velocità di uno o più membri, dopo aver effettuato l'analisi delle velocità dell'intero meccanismo, di risalire per via grafica alle forze incognite.
Le nozioni di dinamica permettono di studiare le forze agenti su un sistema meccanico e in generale di pervenire alla scrittura di un sistema di equazioni del moto che sono equazioni differenziali del secondo ordine, l'integrazione delle quali permette di ottenere il moto del sistema noto come problema inverso della dinamica, oppure partendo dalla conoscenza delle accelerazioni subite dal sistema, di risalire alle forze agenti su di esso problema diretto della dinamica, fornendo quindi i metodi analitici, ma esistono anche dei metodi grafici, per risalire alle forze ed ai momenti delle forze d'inerzia e le principali soluzioni per il loro bilanciamento totale o parziale.
Il moderno sviluppo di tecnologie ibride tra meccanica ed elettronica sta portando rapidamente questa disciplina ad espandersi nel campo della meccatronica.

### Ambito di utilizzo
- rendimenti meccanici delle macchine, rendimenti meccanici di impianti di macchine in serie in parallelo e misti.
- Analisi e sintesi di cinematismi di Rivola coppie cinematiche e loro studio gradi di libertà dei meccanismi nel piano e nello spazio
  - Meccanismi articolati analisi cinematica e cinetostatica per via grafica
  - Meccanismi camma-cedente
- Dinamica dei rotori rigidi problemi di equilibratura delle forze di inerzia e momenti
- Meccanica delle vibrazioni studio delle macchine con i metodi della meccanica analitica
  - Velocità critica flessionale
  - Velocità critiche torsionali
- Trasmissioni meccaniche
  - Ruote dentate rotismi, organi flessibili e loro applicazioni
  - Trasmissioni a cinghia
- Tribologia  la lubrificazione fluidostatica e fluidodinamica delle coppie elementari, lubrificazione delle coppie superiori o lubrelastofluidodinamica, relazioni relative all'usura e loro applicazioni
- Freni
  - Freno a nastro
  - Freno a tamburo
  - Freno a disco
- Modellazione e simulazione dei sistemi meccanici
- Regolazione e controllo dei sistemi meccanici sistemi a-  blocchi in retroazione problemi di avviamento delle macchine

dinamica dei sistemi articolati ed equilibratura forze di inerzia e momenti
- Termoacustica si occupa delle trasformazioni dell'energia da termica a sonora
- strumenti sismici e loro studio
- sistemi a blocchi in retroazione
- cenni di meccanica delle macchine automatiche